# Ялан-Штеклис, Мириям
Мириям Ялан-Штеклис (ивр. מרים ילן-שטקליס‎, урождённая Виленская; 1900, Потоки, Российская империя — 1984,  Хайфа, Израиль) — израильская детская поэтесса и писательница, лауреат Премии Израиля за достижения в литературе (1956).
Фамилия Ялан является аббревиатурой имени её отца: Йехуды-Лейба Нисона Виленского.

## Биография
Мириям Ялан-Штеклис родилась в Кременчуге в 1900 году. Её отец Лейб (Лев) Вульфович Виленский учился в Берлинском и Базельском университетах, в последнем в 1891 году получил степень доктора химии и философии. В 1903 году он был избран казённым раввином Николаева, куда переехала вся семья. Иврит она изучала с детства.
После подавления Русской революции семья была вынуждена переезжать с места на место. В конце концов, семья Виленских обосновалась в Харькове, и молодая Мириям поступила на гуманитарный факультет Харьковского университета. В дальнейшем она училась в Берлинском колледже иудаики, а в 1928 году в Париже изучала библиотечное дело.
B 1920 году Мириям Ялан-Штеклис перебралась в Палестину и поселилась в Иерусалиме, где стала работать в Национальной библиотеке Еврейского университета, возглавляя отдел славистики в течение 30 лет.
В 1956 году Мириям Ялан-Штеклис стала лауреатом Премии Израиля по литературе.
Муж — Моше Штекелис, профессор археологии.
Скончалась 9 мая 1984 года в Хайфе.

## Творчество
По её словам, «стихи выходят из её отягощенной души, так же, как дети рождаются в муках». Мириям Ялан-Штеклис осиротела очень рано и всю свою жизнь была одинока и больна. Не имея своих детей, она нашла жизненное призвание в сочинении детских стихов и рассказов, удивляя читателей глубиной своего понимания детских переживаний, страхов и радостей.
Мириям Ялан-Штеклис написала несколько детских сборников, таких как Дани, Путешествие на остров «Возможно» и т. д. Многие её стихи стали словами детских песен. В 1975 году певцы Шмулик Краус и Джози Кац организовали концерт, посвященный творчеству Мириям Ялан-Штеклис, они же записали и выпустили альбом с её песнями.